# Мамбеталиев, Асан
Аса́н Мамбетали́ев (кирг. Асан Мамбеталиев; 16 апреля 1924, Чолпон-Ата — 1989, Рыбачье, Иссык-Кульская область) — шофёр Рыбачинского отделения «Автовнештранс», Киргизская ССР. Герой Социалистического Труда (1971). Депутат Верховного Совета Киргизской ССР.

## Биография
С 1940 года трудился на одном из производств в городе Рыбачье.
С 1942 по 1949 года служил в Красной Армии.
После службы в армии возвратился в Рыбачье, где работал шофёром Рыбачинского отделения треста «Автовнештранс».
Выполнил задания Восьмой пятилетки (1966—1970) на 120 %. Указом Президиума Верховного Совета СССР от 4 мая 1971 года удостоен звания Героя Социалистического Труда с вручением ордена Ленина и золотой медали «Серп и Молот».
Член КПСС с 1971 года. Дважды избирался депутатом Верховного Совета Киргизской ССР (1967—1975).
После выхода на пенсию проживал в Рыбачьем, где скончался в 1989 году.